# Bunratty
Bunratty (en irlandés: Bum na Raite) es una localidad irlandesa y parroquia civil del condado de Clare.
La población se encuentra próxima al castillo de Bunratty, principal atracción turística de la zona situada en la N18 entre Limerick y Galway. El río Raite marca la frontera oriental y su curso fluye hasta el estuario del Shannon, donde se halla la frontera sur.

## Historia

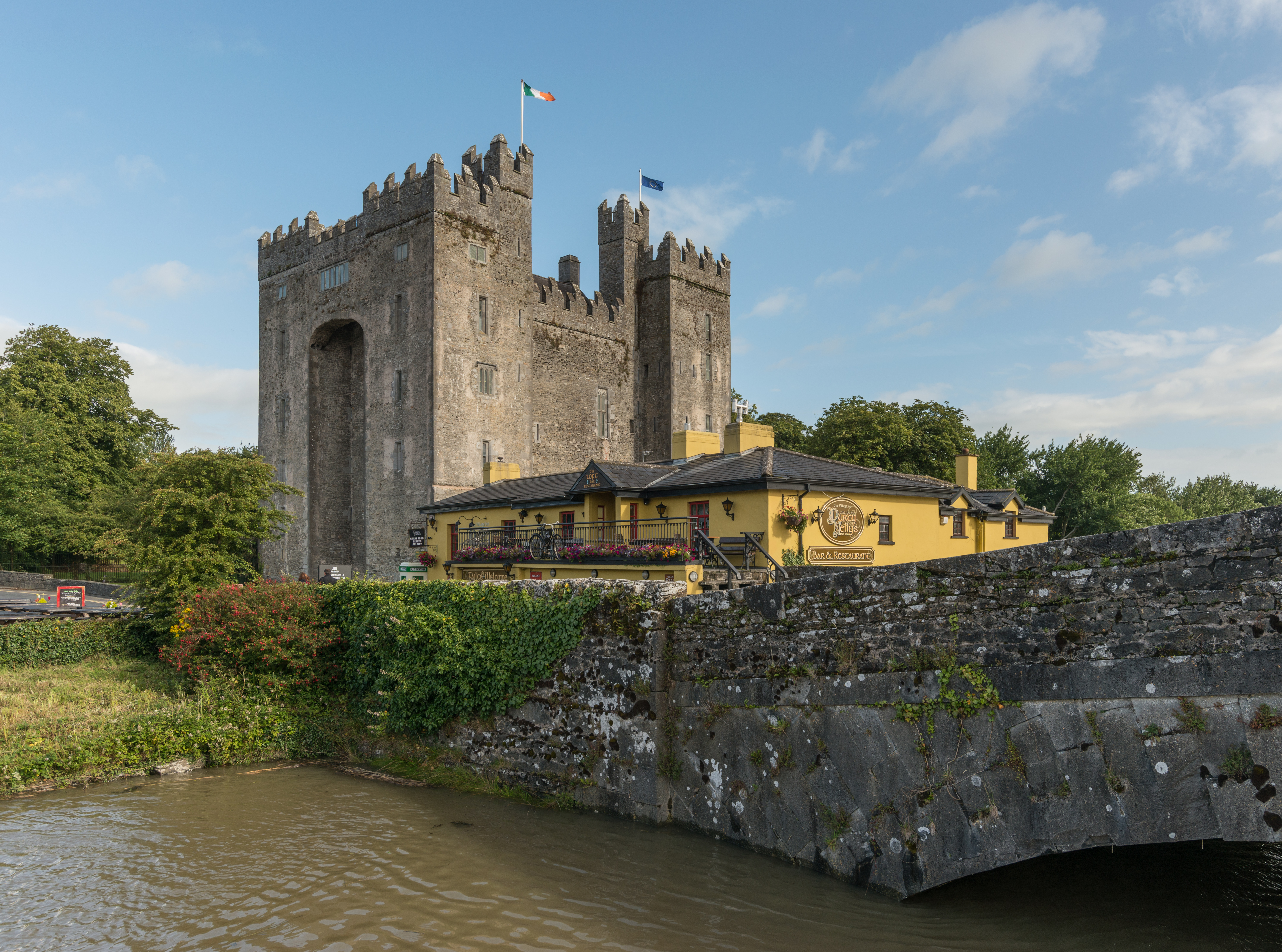
Castillo de Bunratty

El primer asentamiento sobre la actual Bunratty pudo ser un asentamiento vikingo. De acuerdo con los Anales de los cuatro maestros, fue destruido por Brian Boru en el año 977.
Durante el 1250, al dirigente anglo-normando Mucegros se le otorgó el derecho a organizar mercado y una feria en Bunratty. En 1277 construyó el castillo, que pasó a ser la residencia principal de Richard de Clare, Lord de Thomond. A finales del siglo XIII, la población creció hasta los 1.000 habitantes. En 1311 Richard de Clare es asesinado y tres años después la localidad es incendiada por la población local. En 1332 el castillo fue saqueado.
A partir del siglo XV, la familia MacNamara reconstruyó el castillo, que pasaría posteriormente pasaría a manos de los O'Brien, que convertirían el castillo en sede de los condes de Thomond. A comienzos del siglo XVIII el lugar sería ocupado por los Studdert, constructores de las casas de Bunratty a partir de 1804.
En 1834 la parroquia estaba formada por 55 protestantes y 1.340 católicos. En 1841, su población era de 1.320 habitantes en 207 casas, población que se desplomaría a partir de 1845 a causa de la Gran Hambruna. Siguiendo la organización católica, Bunratty se unió con las parroquias de Tomfinlough y Kilconry y a partir de 1845 el castillo comenzó a ser usado por la Real Policía Irlandesa.
Durante los años 50, el estado ruinoso del castillo atrajo la atención del historiador John Hunt, de Lord Gort y del Gobierno. Tras una ardua remodelación, el castillo abrió sus puertas al público en 1960. No obstante, y a pesar de la llegada de turistas, la población continuó decreciendo.

## Geografía
Bunratty está localizada en la orilla norte del río Shannon hacia el este de la parroquia de Drumline; al sur y al oeste de Feenagh; y al oeste de Kilfintinan. El Raite, afluente del Shannon, marca las lindes de la parroquia.
Tiene una extensión de 4.43 km² x 3.62 km². Carece de unidad administrativa y pertenece a la Baronía del Bajo Bunratty.
Al tener una población muy escasa, no está considerada como una localidad en el censo de Irlanda.
A día de hoy, Bunratty pertenece a la parroquia católica de Newmarket-on-Fergus, donde se encuentran también: Clonloghan, Drumline, Kilconry, Kilmaleery, Kilnasoolagh y Tomfinlough.